# Montoro
Montoro là một đô thị trong tỉnh Córdoba, Andalusia, Tây Ban Nha.

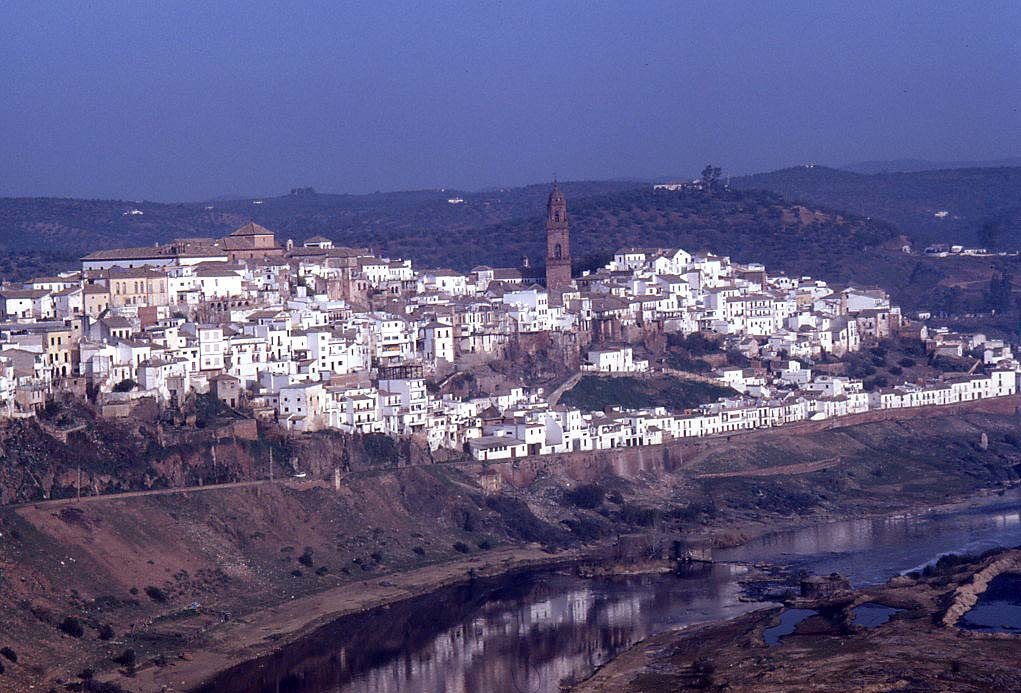
View of Montoro